# Regetovské rašelinisko
Regetovské rašelinisko este o arie protejată (arie specială de conservare — SAC, sit de importanță comunitară — SCI) din Slovacia întinsă pe o suprafață de 2,73 ha, integral pe uscat.

## Localizare
Centrul sitului Regetovské rašelinisko este situat la coordonatele 49°25′26″N 21°16′39″E / 49.423889°N 21.2775°E.

## Înființare
Situl Regetovské rašelinisko a fost declarat sit de importanță comunitară în octombrie 2011 pentru a proteja 2 specii de animale. Situl a fost protejat și ca arie specială de conservare în august 2011.

## Biodiversitate
Situată în ecoregiunea alpină, aria protejată conține 2 habitate naturale: Liziere de ierburi înalte hidrofile de câmpie și de nivel montan până la alpin, Mlaștini turboase de tranziție și turbării mișcătoare.
La baza desemnării sitului se află mai multe specii protejate de  amfibieni (2): izvoraș-cu-burta-galbenă (Bombina variegata), Triturus montandoni.
Pe lângă speciile protejate, pe teritoriul sitului au mai fost identificate 8 specii de plante, 6 specii de mamifere, 1 specie de nevertebrate, 5 specii de reptile.